# Major League Baseball 2012
Major League Baseball 2012 var den högsta divisionen i baseboll i USA och Kanada för säsongen 2012 och inleddes den 28 mars, då den första matchen spelades mellan Seattle Mariners och Oakland Athletics i Tokyo på Tokyo Dome, och avslutades den 3 oktober 2012. Slutspelet inleddes den 5 oktober med två så kallade Wild Card Games och avslutades med World Series som spelades mellan den 24 och 28 oktober. San Francisco Giants vann World Series med 4-0 i matcher mot Detroit Tigers och blev således mästare för sjunde gången, senaste gången var säsongen 2010.
Major League Baseball bestod av 30 lag uppdelade i två ligor, American League (14 lag) och National League (16 lag). I ligorna var lagen uppdelade i divisioner tre divisioner per liga: AL East (5 lag), AL Central (5 lag), AL West (4 lag); NL East (5 lag), NL Central (6 lag), NL West (5 lag). Varje lag spelade 162 matcher under grundserien. Till slutspelet kvalificerade sig vinnarna av varje division samt de två främsta lagen i varje liga som inte vann sin division (fyra så kallade Wild Card-lag) - totalt 10 lag gick därmed till slutspel. De fyra Wild Card-lagen gick till Wild Card Games, där ett Wild Card-lag spelar en match mot det andra Wild Card-laget från sin liga. Det vinnande laget går vidare till Division Series, som då består av åtta lag. De fyra lagen från varje liga delas upp i två matchpar, där de spelar bäst av fem matcher. Det vinnande lagen går då vidare till League Championship Series, där mästaren av respektive liga koras. Vinnarna går då vidare till World Series, där de två kvarvarande lagen möter varandra. Det är alltså först i World Series som lag från olika ligor möter varandra i slutspelet.
Den ovannämnda ordningen är en ändring från föregående säsonger, då enbart ett Wild Card-lag per liga deltog i slutspelet och då gick direkt in i Division Series.

## Tabeller
I American League blev New York Yankees, Detroit  Tigers och Oakland Athletics divisionsvinnare och Texas Rangers och Baltimore Orioles blev de båda Wild Card-lagen. I National League blev Washington Nationals, Cincinnati Reds och San Francisco Giants divisionsvinnare och Atlanta Braves och St. Louis Cardinals var de två lag som tog Wild Card-platserna.
Under grundsäsongen spelade varje lag 162 matcher, varav 81 hemma och 81 borta. Varje lag spelade matcher huvudsakligen inom den egna divisionen, men även en del matcher inom konferensen samt några matcher mot lag från en annan konferens. Det varierade från lag till lag hur många matcher man spelade inom varje division och konferens och mellan konferenserna.
| East Division                 | V  | F  | %    |
| ----------------------------- | -- | -- | ---- |
| New York Yankees              | 95 | 67 | .586 |
| Baltimore Orioles             | 93 | 69 | .574 |
| Tampa Bay Rays                | 90 | 72 | .556 |
| Toronto Blue Jays             | 73 | 89 | .451 |
| Boston Red Sox                | 69 | 93 | .426 |
| Central Division              | V  | F  | %    |
| Detroit Tigers                | 88 | 74 | .543 |
| Chicago White Sox             | 85 | 77 | .525 |
| Kansas City Royals            | 72 | 90 | .444 |
| Cleveland Indians             | 68 | 94 | .420 |
| Minnesota Twins               | 66 | 96 | .407 |
| West Division                 | V  | F  | %    |
| Oakland Athletics             | 94 | 68 | .580 |
| Texas Rangers                 | 93 | 69 | .574 |
| Los Angeles Angels of Anaheim | 89 | 73 | .549 |
| Seattle Mariners              | 75 | 87 | .463 |

| East Division         | V  | F   | %    |
| --------------------- | -- | --- | ---- |
| Washington Nationals  | 98 | 64  | .605 |
| Atlanta Braves        | 94 | 68  | .580 |
| Philadelphia Phillies | 81 | 81  | .500 |
| New York Mets         | 74 | 88  | .457 |
| Miami Marlins         | 69 | 93  | .426 |
| Central Division      | V  | F   | %    |
| Cincinnati Reds       | 97 | 65  | .599 |
| St. Louis Cardinals   | 94 | 68  | .580 |
| Milwaukee Brewers     | 83 | 79  | .512 |
| Pittsburgh Pirates    | 79 | 83  | .488 |
| Chicago Cubs          | 61 | 101 | .377 |
| Houston Astros        | 55 | 107 | .340 |
| West Division         | V  | F   | %    |
| San Francisco Giants  | 94 | 68  | .580 |
| Los Angeles Dodgers   | 86 | 76  | .531 |
| Arizona Diamondbacks  | 81 | 81  | .500 |
| San Diego Padres      | 76 | 86  | .469 |
| Colorado Rockies      | 64 | 98  | .395 |

## Slutspel
Wild Card Game bestod av en enda match som var direkt avgörande. Matcherna i Division Series spelades i bäst av fem och både League Championship Series och World Series spelades bäst av sju. Slutspelet spelades mellan 5 oktober och 28 oktober 2012. San Francisco Giants, vinnare av National Leagues West Division, vann World Series efter att ha slagit Cincinnati Reds med 3-2 i matcher i Division Series, sedan slagit St. Louis Cardinals med 4-3 i matcher i League Championship Series och därefter vann de mot Detroit Tigers (från American Leagues Central Division) med 4-0 i matcher.

### Wild Card Game
American Leagues Wild Card Game spelades mellan Texas Rangers och Baltimore Orioles, som båda hade 93 segrar i grundserien, vilket var mer än Central Division-vinnaren Detroit Tigers (88 segrar). Däremot hade både Texas och Baltimore färre segrar än de båda Wild Card-lagen från National League - Atlanta Braves och St. Louis Cardinals. De båda hade 94 segrar under säsongen vilket var lika många som West Division-vinnaren San Francisco Giants. Baltimore vann mot Texas med 5-1 och St. Louis mot Atlanta med 6-3 och båda lagen avancerade därmed vidare till Division Series.
- Texas Rangers – Baltimore Orioles 1–5
- Atlanta Braves – St. Louis Cardinals 3–6

### Division Series
Division Series är varje konferens semifinalserie. I American League möttes New York Yankees (vinnare av East Division) och Baltimore Orioles (vinnare av Wild Card Game) samt Oakland Athletics (vinnare av West Division) och Detroit Tigers (vinnare av Central Division). Av dessa rankades New York Yankees högst med 95 segrar, därefter Oakland Athletics med 94 segrar och sedan Detroit Tigers med 88 segrar. Trots Baltimores 93 segrar räknades de som de fjärde laget, eftersom de fick spela Wild Card Game. National Leagues Division Series innehöll Wild Card-vinnaren St. Louis Cardinals samt Cincinnati Reds (vinnare av Central Division), Washington Nationals (vinnare av East Division) och San Francisco Giants (vinnare av West Division). I likhet med rankningen i American League Division Series, så rankades St. Louis Cardinals sist och ställdes mot förstarankade Washington som tog 98 segrar i grundserien (flest av alla i MLB 2012). Cincinnati mötte San Francisco, där lagen hade 97 respektive 94 segrar i grundserien.
New York Yankees inledde sin serie med en seger och lagen vann därefter varannan match, vilket innebar att New York Yankees gick vidare efter 3-2 i matcher. Även Detroit inledde med seger och vann även matchen därefter, men Oakland kom tillbaka och vann ytterligare två varför det stod 2-2 inför den sista matchen. Detroit vann den matchen med 6-0 och gick vidare med 3-2 totalt. I den tredje matchen lyckades San Francisco vända ett underläge med 2-0 i matcher till att gå vidare med 3-2 efter ha vunnit de sista tre med 2-1, 8-3 och 6-4. St. Louis Cardinals gick som enda Wild Card-lag vidare till nästa omgång efter att ha slagit ut Washington med 3-2 i matcher. 
- New York Yankees – Baltimore Orioles 3–2 i matcher
  - 7–2; 2–3; 3–2; 1–2; 3–1
- Oakland Athletics – Detroit Tigers 2–3 i matcher
  - 1–3; 4–5; 2–0; 4–3; 0–6
- Cincinnati Reds – San Francisco Giants 2–3 i matcher
  - 5–2; 9–0; 1–2; 3–8; 4–6
- Washington Nationals – St. Louis Cardinals 2–3 i matcher
  - 3–2; 4–12; 0–8; 2–1; 7–9

### League Championship Series
- New York Yankees – Detroit Tigers 0–4 i matcher
  - 4–6; 0–3; 1–2; 1–8
- San Francisco Giants – St. Louis Cardinals 4–3 i matcher
  - 4–6; 7–1; 1–3; 3–8; 5–0; 6–1; 9–0

### World Series
- Detroit Tigers – San Francisco Giants 0–4 i matcher
  - 3–8; 0–2; 0–2; 3–4

## Källa
Den här artikeln är helt eller delvis baserad på material från engelskspråkiga Wikipedia.